# Eparchia di Artvin degli Armeni
L'eparchia di Artvin degli Armeni (in latino: Eparchia Artuinensis Armenorum) è una sede soppressa della Chiesa armeno-cattolica e sede titolare della Chiesa cattolica.

## Storia
L'eparchia di Artvin degli Armeni fu eretta il 30 aprile 1850 con la bolla Universi Dominici gregis di papa Pio IX. Inizialmente era suffraganea dell'arcieparchia primaziale di Costantinopoli; dal 1866 passò sotto la diretta giurisdizione del patriarcato di Cilicia degli Armeni. Essa aveva giurisdizione sugli armeno-cattolici dell'estremo nord-est della Turchia e del Caucaso. In seguito alla guerra russo-turca del 1877-1878 l'intera provincia di Artvin passò sotto il dominio russo, che non permise al vescovo Zakarian di prendere possesso della sua diocesi. In base ad accordi tra la Santa Sede e l'impero russo nel 1904 la sede fu affidata ad un amministratore apostolico con giurisdizione sugli armeno-cattolici dell'eparchia, del Caucaso e dell'intera Russia.
Con la fine della prima guerra mondiale e dopo il genocidio perpetrato contro gli Armeni dai Turchi, la sede ha perso la maggior parte della sua popolazione ed è stata soppressa.
Dal 1972 Artvin degli Armeni è annoverata tra le sedi vescovili titolari della Chiesa cattolica; dal 3 aprile 2024 il vescovo titolare è Robert (Krikor) Badichah, I.C.P.B., vescovo ausiliare di Beirut degli Armeni.

## Cronotassi

### Vescovi
- Timoteo Astargi (o Astorgi) † (30 aprile 1850 - 26 marzo 1851 deceduto)
- Antonio Halagi † (5 maggio 1859 - 1878 dimesso)
- Giovanni Zakarian † (1º ottobre 1878 - 1888 deceduto)

### Vescovi titolari
- Robert (Krikor) Badichah, I.C.P.B., dal 3 aprile 2024